# 嶺表錄異
《嶺表錄異》又稱《岭表录》、《岭表录异记》、《岭表记》、《岭南录异》，唐代刘恂著。刘恂於唐昭宗時任廣州司馬。故《嶺表錄異》多记载嶺表（两广）地区物产和少数民族社会生活、风土人情等，又以广东为最多，凡草、木、鱼、虫、鸟、兽無不備載，甚至有航海時遇見狗国、大人国、小人国等奇聞異事，「悦城龙母」之事首先於此書。《太平寰宇記》、《太平广记》、《太平御览》多有引徵。
原书已佚，清四庫館臣自《永乐大典》辑出，现存124条，分为三卷。《四库全书》評：“历来考据之家，皆资引证。盖不特图经之圭臬，抑亦苍雅之支流，有裨多识，非浅鲜也”。此書曾影響屈大均《广东新语》、李调元《粤东笔记》等人的創作。1911年，鲁迅曾校勘此書。1979年由广东人民出版社出版。